# Silent Hill: Homecoming
Silent Hill: Homecoming  é o sexto jogo da série de survival horror Silent Hill, desenvolvido pela Double Helix Games.  O jogo foi anunciado no dia 11 de Julho de 2007 pela Konami na sua conferência de imprensa da E3 do mesmo ano. Este jogo de terror segue a jornada do protagonista Alex Shepherd, um soldado veterano de guerra, que volta à sua cidade natal de Shepherd's Glen, após ter um mau pressentimento sobre seu irmão. Lá, ele descobre que a cidade está quase abandonada e que seu irmão mais novo, Joshua, desapareceu. Enquanto ele procura pelo seu irmão mais novo, ele descobre mais sobre The Order, o culto de Silent Hill, e da história de sua cidade, assim como de seu próprio passado.
O jogo foi lançado na América do Norte no dia 30 de Setembro de 2008, simultaneamente para o Sony PlayStation 3 e Microsoft Xbox 360. Uma versão para PC foi lançada no dia 6 de Novembro para a América do Norte, América Central e América do Sul exclusivamente através do serviço virtual da Valve, o Steam. O jogo recebeu avaliações variadas, mas geralmente foram boas críticas nas análises, com reações positivas aos gráficos, áudio e outros elementos, e menos favoráveis para a história e alguns elementos de terror e jogabilidade. Entretanto, na maioria dos casos, as análises aprovaram o desenvolvimento de um jogo constituinte da série principal para as versões de console, por um grupo de desenvolvimento ocidental.

## Jogabilidade
O jogador assume o papel do protagonista, Alex Shepherd, um soldado das Forças Especiais que está retornando à sua casa após um período que passou no hospital causado por ferimentos durante uma guerra. Ao chegar em casa, ele descobre que seu pai e seu irmão estão desaparecidos e que sua mãe ficou catatônica. Então, Alex começa a procurar por seu irmão desaparecido, o que acaba levando-o para Silent Hill, após procurá-lo por sua cidade natal de Shepherd's Glen.
No geral, a jogabilidade é similar aos outros jogos da série. O jogador, controlando Alex, explora vários ambientes e diferentes locais procurando por pistas para avançar na história, como fotografias, desenhos e outros itens que serão postos no diário de Alex, para que possa ser lido a qualquer hora. Para ajudar o jogador, Alex irá virar sua cabeça na direção de itens e pistas para informá-lo que este objeto pode ser pegado, assim como outros itens, incluindo armas, munição e kits médicos, que irão brilhar para que fique mais fácil de visualizá-lo. Quebra-cabeças também fazem parte do jogo, e o diário do Alex pode ser usado como referência para lembrar de pistas através de fotografias e outros itens, que poderão ajudar a desvendar números de painéis, por exemplo. Pela primeira vez na série, o jogador também pode escolher as suas respostas nos diálogos com outras pessoas ao encontrá-las durante o jogo, o que fará o jogador ter uma visão diferente da história e que poderá, inclusive, mudar o seu final.
Trabalhando em conjunto com a exploração, o combate é outro grande elemento que foi melhorado, o jogador irá lutar contra diversos monstros que aparecerão. Diferente dos outros protagonistas inexperientes, o combate em Homecoming leva em conta a experiência de Alex como soldado. O jogador pode realizar ataques rápidos e fracos ou ataques demorados e fortes, fazendo assim uma combinação deles, além de fazer uma variedade de movimentos de finalização, para certificar-se de que os monstros estão mortos. Cada arma branca tem um movimento de finalização diferente para cada inimigo. Ao atacar um inimigo, ele ficará com marcas de ferimentos no exato local onde Alex deu o golpe. Controlando Alex, o jogador pode realizar novos movimentos, como a mira manual, esquiva de ataques e até fazer contra-ataques. Assim como as armas brancas, também estão disponíveis várias armas de fogo, como pistolas, rifles e espingardas, que podem ser melhoradas por versões mais fortes ao passar do jogo. Fora da área de combate, diferente dos outros jogos da série, o jogador pode controlar a câmera livremente, girando-a em 360 graus; um analógico controla os movimentos do jogador, enquanto o outro controla a câmera.

## História
Silent Hill Homecoming segue a história de Alex Shepherd, um soldado ferido numa guerra que foi recentemente liberado do hospital. No início do jogo, o jogador controla Alex durante um pesadelo que ele teve sobre o seu irmão mais novo, Josh, até Alex acordar no banco de carona do caminhão de Travis Grady, o protagonista de Silent Hill: Ørigins, que está levando-o de volta a sua cidade natal de Shepherd's Glen. A cidade, que recebeu o sobrenome de um antecessor antigo de Alex que ajudou a fundá-la, está agora coberta de névoa e está completamente deserta, com várias ruas quebradas. Ao chegar em casa, ele descobre que sua mãe está num estado próximo à catatonia, falando sobre seu pai ter saído em busca de Josh. Após prometer à sua mãe que encontraria Josh, Alex sai.
Ele logo descobre que a maioria das pessoas desapareceram de Shepherd's Glen desde que ele foi embora, até que ele acha uma velha amiga de infância, Elle Holloway, colocando cartazes de "desaparecido" num mural perto da delegacia de polícia. Após Alex explorar a cidade, ele vai parar em Silent Hill, onde presencia a morte do desiludido prefeito Bartlett e do doutor Fitch, em locais diferentes, por criaturas gigantescas nas versões alternativas dos mesmos locais. Ambos tiveram um filho desaparecido. De volta a Shepherd's Glen, Alex encontra o policial Wheeler na delegacia de polícia. Após um tempo, Alex descobre que seu pai está envolvido nos mistérios da cidade e que ele saiu de lá para resolver os problemas de Shepherd's Glen, mas antes que Alex pudesse conseguir as respostas de sua mãe, em casa, ele é atacado por alguns membros da Ordem, o culto que venera o deus de Silent Hill e tem levado pessoas da cidade e sua mãe é sequestrada.
Alex, Elle e Wheeler vão atrás dos membros da Ordem através do lago Toluca, mas são interceptados por eles antes de poderem chegar à Silent Hill. Elle e Wheeler foram levados para a penitenciária de Silent Hill, onde Alex tentará resgatá-los. Na prisão, Alex acha a sua mãe, Lillian, amarrada pelos pulsos e pelos tornozelos por um membro do Ordem. Aqui, o jogador tem a decisão de dar um tiro na cabeça da sua mãe por misericórdia, para fazer parar a dor, ou dizer que não consegue fazer isto. Esta decisão mudará o final do jogo. Após resgatar a juíza Holloway do que seria sua morte, similar àquelas que ele já havia presenciado, Alex se separa de Wheeler mais uma vez. Depois disto, Alex acha a igreja da Ordem, onde ele ouve um homem confessar os pecados que cometeu ao Alex, pensando que ele fosse o padre. Apesar de sua identidade não ser revelada, pela sua descrição de sua vida e pela forte reação de Alex a ela, fica claro de que este é o pai de Alex, Adam, pedindo perdão pelos seus erros. Aqui, o jogador também pode escolher entre perdoá-lo e não perdoá-lo, mudando mais uma vez o final do jogo. Pouco tempo depois, Alex encontra-se com seu pai, e ele revela ao Alex que ele nunca foi um soldado, e que ele esteve num hospital psiquiátrico desde que "o acidente" ocorreu. Ele perde perdão antes de um Pyramid Head aparecer e cortar o seu corpo ao meio.
Continuando na igreja da Ordem, Alex é capturado pela mãe da Elle, juíza Holloway, que revela a ele que tudo isto está acontecendo por causa do pacto que fora quebrado. Há cento e cinquenta anos atrás, as quatro famílias fundadoras saíram da Ordem de Silent Hill para fundar Shepherd's Glen. Eles eram obrigados a cada cinquenta anos a sacrificar um de seus filhos para manter a paz em Shepherd's Glen. Nesta ocasião, há quatro anos atrás, enquanto Joey Bartlett, Scarlett Fitch e Nora Holloway foram sacrificados por seus pais, o sacrifício dos Shepherds falhou. Como resultado, a Ordem foi restaurada para tentar acalmar o seu Deus. Então, a juíza Holloway tenta matar o Alex, usando uma furadeira contra o seu corpo. Após soltar as suas mãos, Alex consegue virar a furadeira contra o crânio da juíza. Depois disto, Alex resgata Elle e então eles acham Wheeler gravemente ferido, permitindo que o jogador escolha entre salvá-lo ou não, mais uma vez afetando o final do jogo. Na sala seguinte, Alex procura por Josh. Alex finalmente acha a câmara dos sacrifícios de cada família. Em cada câmara está o nome dos sacrifícios de cada família. O nome de Alex está listado, confirmando que ele era o sacrifício planejado pela família Shepherd.
Ao perceber que ele era o filho planejado para o sacrifício, Alex passa por um flashback mostrando o que Alex fez. Quando Alex era mais novo, há quatro anos, ele quis levar o Josh até Silent Hill através do lago, apesar de seu pai não deixar. Durante a viagem de barco, Josh mostra ao Alex o anel da família Shepherd, que o seu pai o escolheu para dar, ao invés do Alex. Com ciúmes, Alex puxa o anel das mãos de Josh para tentar pegá-lo. Então, Josh escorrega no barco e quebra o pescoço, caindo no lago. Seu pai pegou o corpo de Josh, e disse ao Alex que ele "estragou tudo para nós", já que Alex é que foi o "escolhido" e não o Joshua. Incapaz de aceitar a morte de Josh, Alex foi mandado para um hospital psiquiátrico, e com Josh sendo sacrificado ao invés de Alex o pacto da Ordem estava quebrado. Lutando contra o monstro final, Alex encara o cadáver de Josh, na qual é dada a última chance de encarar a realidade e dizer adeus ao Josh pela última vez. Após o fim da batalha, Alex deixa o seu irmão na câmara.

### Finais
Há cinco finais disponíveis, que dependem das ações do jogador durante o jogo. Estes momentos são quando Alex tem a oportunidade de salvar a mãe dele, perdoar seu pai e salvar o policial Wheeler. Este jogo tem um final positivo, o final "Good", onde Alex aceita suas ações do passado e se reúne com Elle para sair de Shepherd's Glen. "Drowning", onde Alex é afogado até a morte pelo seu pai numa banheira. "Boogeyman", onde Alex é transformado no Pyramid Head. "Hospital", onde Alex acorda no hospital do início onde está prestes a ser submetido a terapia de eletrochoque. Além destes quatro finais, a tradição de um final "UFO" também retorna, onde Alex e Elle são abduzidos por um OVNI, enquanto Wheeler vê a cena.

## Desenvolvimento

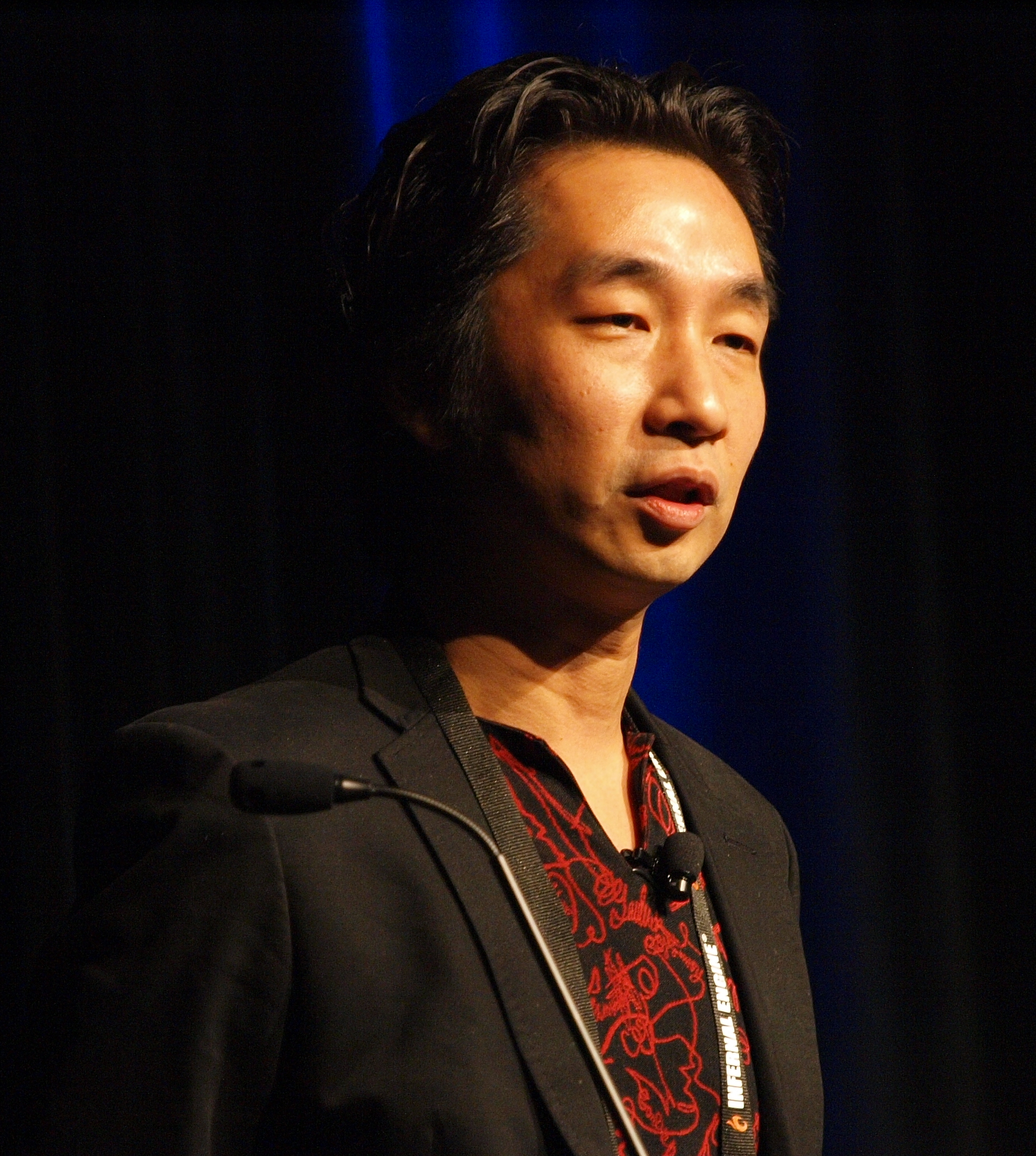
Akira Yamaoka na Game Developers Conference em 2010

O designer-chefe de Silent Hill Homecoming, Masashi Tsuboyama, anunciou em 2004 o desenvolvimento do jogo, numa entrevista para a Eurogamer, na qual ele também desmentiu certos rumores criados a partir da internet sobre ele ser chamado de Shadows of the Past (Sombras do Passado). Nenhum informação foi dada sobre qual plataforma ele estaria, só confirmaram mesmo que ele estaria em algum console da próxima geração, que, na época, ainda não havia sido lançado nenhum. Por volta de dois anos depois, uma entrevista com o compositor/produtor Akira Yamaoka revelou mais uma informação. Ele indicou que eles esperavam trazer o jogo "para as plataformas anteriores de Silent Hill", e que a equipe estava criando um título a partir da ideia do "medo da luz do dia", com uma proposta psicológica parecida com a de Silent Hill 2. Sugeriram também que a história e a jogabilidade seriam mais parecidas com as do segundo jogo da série, da forma como o jogador é levado, e sobre o passado do protagonista, que foi reafirmado mais tarde noutra entrevista, junto com a ideia de criar o jogo para as plataformas PlayStation 3 e Xbox 360.
Entretanto, algumas das afirmações feitas anteriormente não foram confirmadas nas afirmações lançadas depois. Na E3 de 2007, um novo trailer foi lançado pela Konami, revelando que o nome do jogo seria Silent Hill V, e que ele seria lançado para PlayStation 3 e Xbox 360. Além deste trailer, a Konami também revelou que o grupo de desenvolvimento não seria mais a Team Silent, como nos jogos anteriores, mas sim uma equipe ocidental, como em Silent Hill: Ørigins, chamada The Collective. The Collective fundiu-se com a Backbone Entertainment em 2005, para formar a Foundation 9 Entertainment, e a Foundation 9 fundiu a The Collective com a Shiny Entertainment, para criar a Double Helix Games. A equipe estava trabalhando no desenvolvimento do jogo Harker, um outro título de survival horror, mas este foi posto como cancelado durante a produção do Homecoming.
A Double Helix teve inspirações para a criação do jogo não só dos outros jogos da série, como também do primeiro filme de Silent Hill. A transformação do mundo normal para o alternativo é a inspiração mais evidente no jogo, com o aspecto do lugar se despedaçando, assim como no filme. Outras similaridades com o filme incluem a reação das enfermeiras à luz, os insetos que andam junto com o Pyramid Head, além da presença dele mesmo, conhecido como "Bogeyman" neste jogo. Algumas similaridades aos jogos anteriores incluem uma referência com a piada do protagonista por a sua mão num vaso sanitário para pegar itens. Mesmo sem a equipe de desenvolvimento antiga, Akira Yamaoka continuou na produção deste jogo tanto como produtor, quanto criador de músicas e efeitos sonoros do jogo. Yamaoka escreveu 70 minutos de música para este jogo, e continuou trabalhando com Mary Elizabeth McGlynn nos vocais de algumas faixas, já que a recepção com a sua voz nas músicas dos outros jogos de Silent Hill foi favorável.
O jogo teve muitas dificuldades em passar pelos órgãos responsáveis pela classificação etária em alguns países, antes mesmo de ser lançado. A classificação da Austrália, Office of Film and Literature Classification (OFLC), recusou classificar este jogo, devido ao "impacto às cenas de violência e efeitos de sangue excessivos". As partes mencionadas incluem vários membros do corpo sendo mutilados, além de uma divisão ao meio no corpo de um dos personagem por causa de um ataque de um inimigo. Isto acabou banindo o jogo das vendas do país, e os representantes da Atari, responsáveis por lançar os produtos da Konami na Austrália, mencionaram que estavam pedindo à Konami para que diminuisse a quantidade de violência no jogo, assim ele poderia receber a classificação MA15+ necessária para a sua venda em 2009. A versão alemã também foi planejada para 2009, para que tenham tempo de editar algumas partes para que o jogo possa ser lançado no país.
Homecoming foi lançado na América do Norte no dia 30 de Setembro de 2008 tanto para PlayStation 3, quanto para Xbox 360. A versão para PC, que na América do Norte, América Central e América do Sul só está disponível via Steam, foi planejada para ser lançada no mesmo dia que as versões de console, mas foi atrasada, tornando-se disponível apenas no dia 6 de Novembro de 2008. A versão européia para todas as plataformas foi planejada para ser lançada no mesmo mês, mas o jogo foi adiado na região até Fevereiro de 2009. Diferente da versão de PC da América, o jogo será lançado em DVD na Europa.

## Recepção
Homecoming recebeu 72 de 100 na Metacritic para ambas versões, e no site Game Rankings recebeu uma nota conjunta de 74%
para o PlayStation 3 e 75% para o Xbox 360. Como a segunda desenvolvedora externa a trabalhar num jogo da série Silent Hill, e a primeira para os consoles, a Double Helix sempre causou uma certa desconfiança por parte dos fãs, ao ver como uma desenvolvedora ocidental poderia manter a série. Muitas análises acharam que as mudanças foram feitas de forma positiva, enquanto algumas, mesmo reconhecendo pequenas falhas no produto final, disseram que gostariam que outros jogos da série Silent Hill fossem feitos por esta mesma desenvolvedora. Por outro lado, Ben "Yahtzee" Croshaw, do site Zero Punctuation, alegou que este era mais um exemplo de séries japonesas sendo pioradas por ocidentalização, principalmente no modo como o jogo tentava induzir medo ao jogador.
Análises positivas foram dadas aos gráficos e aos ambientes no jogo, descritos como "fantásticos", com Shepherd's Glen em particular sendo "brilhantemente renderizada" e que "os visuais melhorados deram ao jogo uma qualidade cinematográfica e a sombria transformação do mundo teve uma aparência melhor do que nunca". Algumas surpresas foram expressadas como a escuridão no jogo, com a lanterna tendo menos efeito que nos jogos anteriores, fazendo com que alguns locais, como portas, fiquem difíceis de serem encontrados.
Trabalhando em conjunto com a atmosfera está o áudio, com músicas escritas pelo compositor da série, Akira Yamaoka. A música de Yamaoka e os seus efeitos sonoros foram muito bem recebidos, sendo "atmosféricos, assustadores e apresentados muito bem", fazendo deles um "ponto forte do jogo" e com o aúdio "indo muito além e criando a sensação assustadora já esperada em um Silent Hill". Entretanto, alguns acharam que algumas músicas "não combinavam com determinadas situações" do jogo e não se encaixaram muito bem. A dublagem, que alguns consideram ser um dos pontos fracos da série, foi classificada como muito melhor do que a série normalmente apresenta, mas que algumas vezes "faltava emoção", quando era necessário.
A história do jogo recebeu notas muito variadas. Enquanto algumas análises classificaram-na positivamente, ditas como sendo "intrigante e perturbadora", ao mesmo tempo que "não era muito original e que não tinha grandes surpresas", foi dito que "ainda fazia o jogador entrar numa jornada envolvente ao macabro". Já outras, chamaram-na de uma história abaixo dos principais mitos de Silent Hill e que "embora tenha um desenvolvimento próprio, por vários momentos mencionam fatos relacionados a outros jogos de Silent Hill". Além das recepções variadas com relação à história, alguns críticos expressaram certo desapontamento e falta de surpresa com a virada brusca que o jogo tem no final com a história de Alex, enquanto outros consideraram este fato como "verdadeiramente chocante". A análise de Crowshaw, do Zero Punctuation foi relativamente baixa, dizendo que embora o design dos locais, a história e o combate fossem bons, as ligações com as histórias dos outros jogos da série Silent Hill tinham pouco a ver, e que seria melhor se o jogo fosse lançado como uma série totalmente nova.